# Världsmästerskapen i nordisk skidsport 1933
Världsmästerskapen i nordisk skidsport 1933 ägde rum i Innsbruck i Österrike mellan den 8 och 12 februari 1933. För första gången kördes stafetten i längdåkning. Norge deltog inte i världsmästerskapen 1933.

## Längdåkning herrar

### 18 kilometer
10 februari 1933
| Medalj | Tävlande                   | Tid     |
| Guld   | Nils-Joel Englund, Sverige | 1:02.19 |
| Silver | Hjalmar Bergström, Sverige | 1:02.40 |
| Brons  | Väinö Liikkanen, Finland   | 1:02.47 |

### 50 kilometer
12 februari 1933
| Medalj | Tävlande                   | Tid     |
| Guld   | Veli Saarinen, Finland     | 4:13.49 |
| Silver | Sven Utterström, Sverige   | 4:14.31 |
| Brons  | Hjalmar Bergström, Sverige | 4:17.06 |

### 4 × 10 kilometer stafett
12 februari 1933
| Medalj | Lag                                                                                 | Tid     |
| ------ | ----------------------------------------------------------------------------------- | ------- |
| Guld   | Sverige (Per Erik Hedlund, Sven Utterström, Nils-Joel Englund, Hjalmar Bergström)   | 2:49.00 |
| Silver | Tjeckoslovakien (František Šimůnek, Vladimír Novák, Antonín Bartoň, Cyril Musil)    | 2:57.34 |
| Brons  | Österrike (Hugo Gstrein, Hermann Gadner, Balthasar Niederkofler, Harald Paumgarten) | 2:57.51 |

## Nordisk kombination, herrar

### Individuellt (backhoppning + 18 kilometer längdskidåkning)
8 februari 1933
| Medalj | Tävlande                        | Poäng |
| Guld   | Sven Eriksson, Sverige          | 454,1 |
| Silver | Antonín Bartoň, Tjeckoslovakien | 422,0 |
| Brons  | Harald Bosio, Österrike         | 415,0 |

Harald Bosio var Österrikes första medaljör vid VM i nordisk skidsport.

## Backhoppning, herrar

### Stora backen
8 februari 1933
| Medalj | Tävlande                        | Poäng |
| Guld   | Marcel Reymond, Schweiz         | 224,0 |
| Silver | Rudolf Burkert, Tjeckoslovakien | 213,8 |
| Brons  | Sven Eriksson, Sverige          | 210,9 |

## Medaljligan
| Pl. | Nation          | Guld | Silver | Brons | Totalt |
| --- | --------------- | ---- | ------ | ----- | ------ |
| 1   | Sverige         | 3    | 2      | 2     | 7      |
| 2   | Tjeckoslovakien | 0    | 3      | 0     | 3      |
| 3   | Finland         | 1    | 0      | 1     | 2      |
| 4   | Österrike       | 0    | 0      | 2     | 2      |
| 5   | Schweiz         | 1    | 0      | 0     | 1      |